# Pedra Invejada
Pedra Invejada é um monólito de granito e um dos principais pontos turísticos do município de Mutum, no estado de Minas Gerais. Seu cume está a uma altitude de 1 516 m acima do nível do mar.
A Pedra Invejada encontra-se na área do córrego de São Roque, podendo ser vista em diversas regiões do município. Sua beleza única atrai diversos turistas, bem como suas piscinas naturais em seu entorno.